# アルクマ

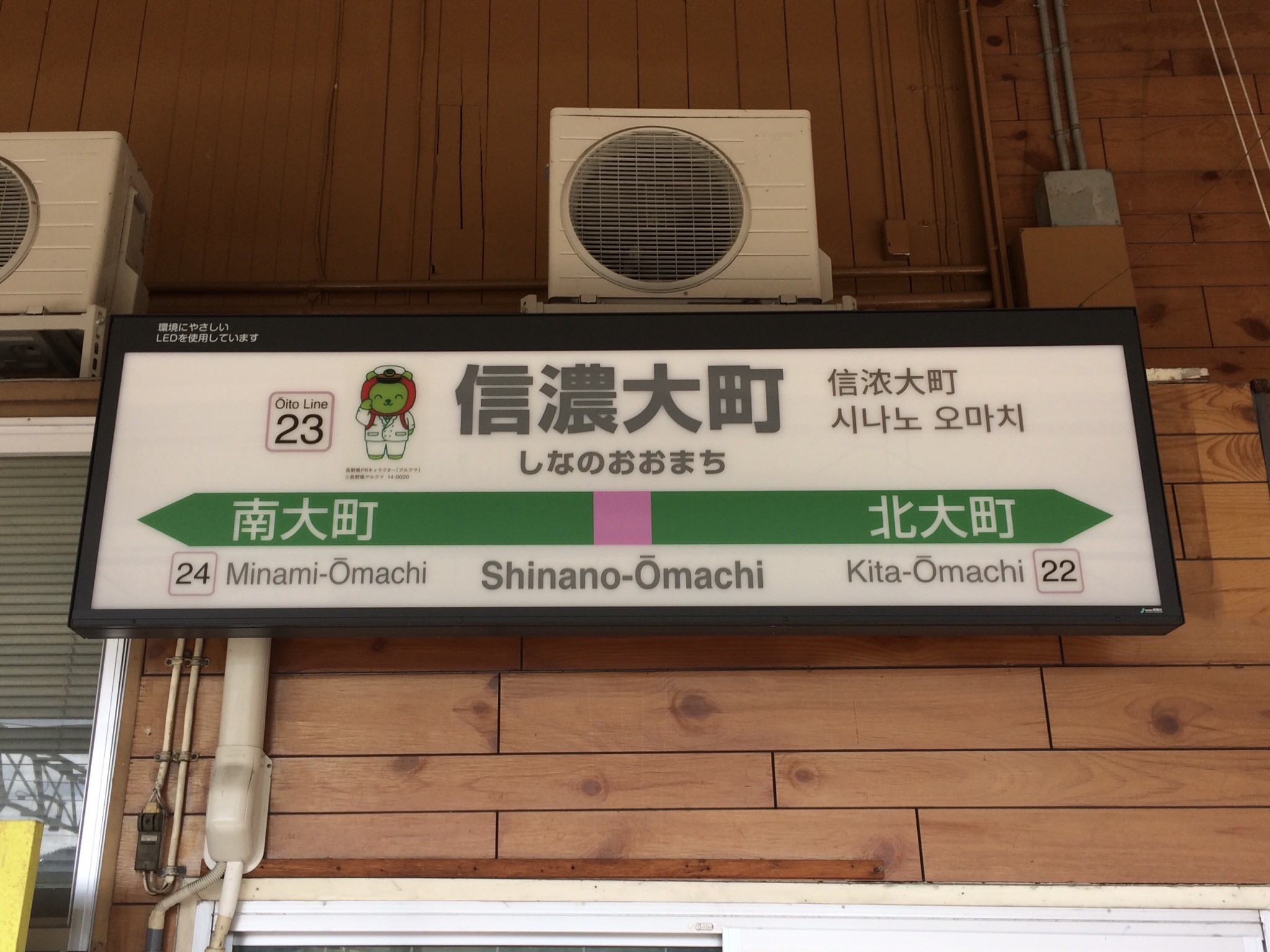
駅名の左にアルクマが描かれた駅名標（信濃大町駅）

アルクマは、長野県のマスコットキャラクターで、同県のPRキャラクターである。

## 概要
主に長野県内や首都圏のJR東日本の駅や各地の観光イベントに出演している。観光PRイベント以外の出演では、『FNNスーパーニュース』の「オオタニ天気」に出演したことがある。
JRグループの信州デスティネーションキャンペーン（信州DC, 2010年10月 - 12月）のキャラクターとして、2009年8月に誕生し、当初は期間限定での使用だった。しかし、その愛らしい姿が人気を呼んで、継続使用の声が多く上がったことにより、2011年3月より、長野県の観光PRキャラクターに任命された。その後、長野県観光部観光振興課（現：長野県観光部観光誘客課）が長野県観光PRを「アルクマキャラバン」と称して、アルクマの着ぐるみを伴って毎週、県内外の様々なイベントなどへ出向いてキャンペーンなどを行ったり、県内各所の観光地などにアルクマのぬいぐるみが置かれたり、パンフレットに登場するなどして、ますます人気を集めるようになり、2019年11月3日に長野市のエムウェーブで開催された「ゆるキャラグランプリ2019 in しあわせ信州 NAGANO」においては、ご当地部門にて優勝を果たした。
当初、著作権は長野県・JR東日本長野支社・ジェイアール東日本企画長野支店の3者が保有しており、「観光PR」にのみ利用されていた。イベント出演も「観光PRイベント」に限られていたが、2014年6月20日付けで長野県が著作権を譲り受け、観光分野以外でも利用可能となった。長野県に著作権が移行するのに併せて、胸のマークが「信州ハート」に変更された。

## 由来
- 信州DCのキャッチフレーズ「未知を歩こう。信州」を、かわいらしいキャラクターが楽しそうに歩く姿で表現している。
- 信州各地に生息する熊をモチーフとし、信州の名産品である「りんご」を頭にかぶせることで、信州らしさを表現している。

## プロフィール
信州だけに出没する珍しいクマ。クマなのに寒がりでいつも頭にかぶりもの。クマなのに旅好きでいつも背中にはリュック。信州をクマなく歩きまくり、信州の魅力を世の中にクマなく広めるのが生きがい。
- 出身 - 信州、日本アルプスのどこか
- 性別 - 不明
- 年齢 - 不明
- 身長・体重 - りんごの木半分くらい / りんご70個くらい
- 長所・短所 - 行動的なとこ /　寒がりなとこ
- 好き・嫌い - 山、蕎麦、りんご / 海、もずく
- 趣味 - 信州旅行、かぶりもの集め
- 特技 - 信州のお国自慢

## 着ぐるみ
長野県内各地のPRなどに出演する「通常バージョン」のほか、以下のバージョンがある。
- スキー用のゴーグルやスノーシューズをまとった「スノーバージョン」（2012年冬から開始された「信州スノーラブ」にあわせて製作され、主に首都圏での観光キャラバンと長野県内のスキー場でのイベントに出演）
- 2013年春のJR東日本信州DC「信州春三昧」にあわせて登場した「JR東日本駅長バージョン」（アルクマの著作権は長野県に移行しているが、このバージョンのみJR東日本の駅での記念イベントなどの出演に限られる）
- 2017年の信州DC「世界級リゾートへ、ようこそ。山の信州」開催にあわせて新たに製作された「山岳バージョン」（2016年7月2日に松本駅で開催された「信州プレデスティネーションキャンペーンオープニングイベント・Matsumoto Station Festival2016」から登場）

このうちアルクマキャラバンでは、「JR東日本駅長バージョン」を除いた各バージョンが時期や内容に合わせて出演している。

## 出演

### 劇場アニメ
- 映画 魔法つかいプリキュア! 奇跡の変身!キュアモフルン!（2016年10月29日）[6]

## その他

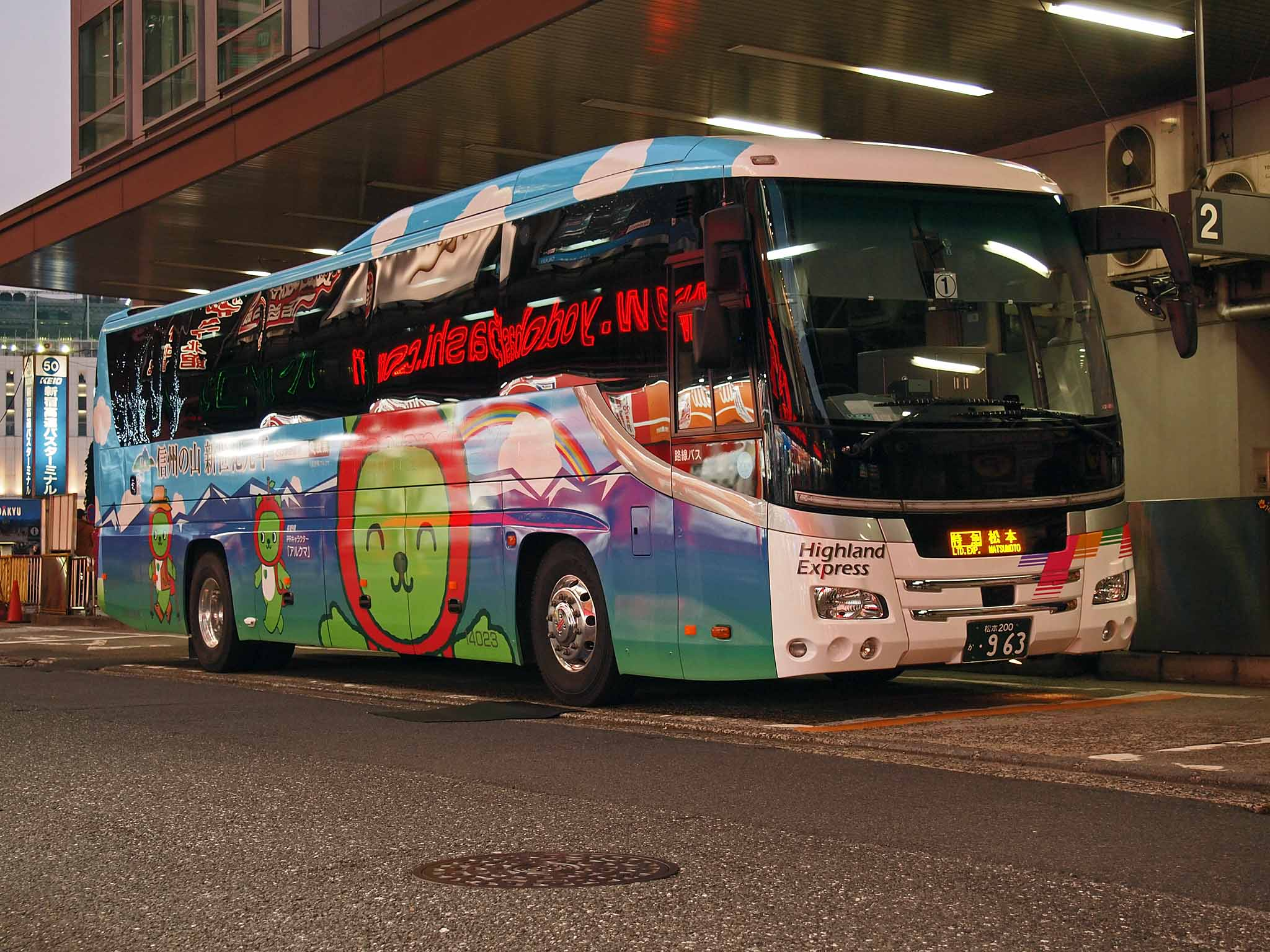
アルピコ交通のアルクマラッピングバス

「ゆるキャラグランプリ」には、第2回（2012年）から毎年出場しており、第9回（2019年）のご当地部門で、1位を獲得した。成績は以下の通り。
- 2012年（第2回） - 総合：参加865体中24位（66592ポイント）
- 2013年（第3回） - 総合：参加1580体中28位（109540ポイント）
- 2014年（第4回） - 総合：参加1168体中39位（114814ポイント）
- 2015年（第5回） - 総合：参加1579体中106位（75154ポイント）
- 2016年（第6回） - 総合：参加1421体中123位
- 2017年（第7回） - ご当地部門：参加681体中27位
- 2018年（第8回） - ご当地部門：参加507体中17位（41222ポイント）
- 2019年（第9回） - ご当地部門：参加427体中1位（106419ポイント）

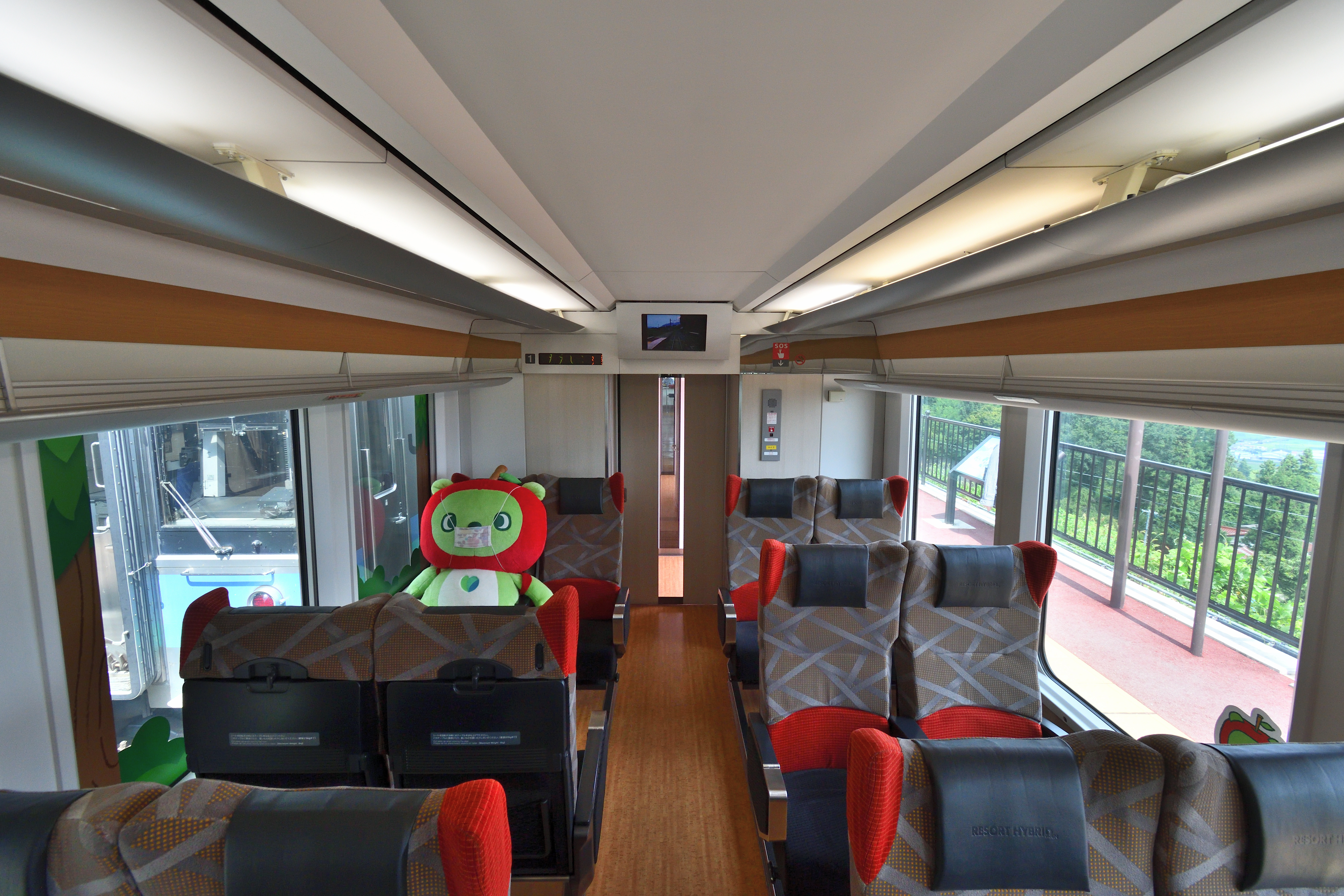
リゾートビューふるさと1号車の一部シートはアルクマ専用席のため座席指定できない

アルクマグッズは、JR東日本長野支社管内の売店「NEWDAYS」などで販売されている。また、東京では中央区銀座4丁目にある長野県アンテナショップ「銀座NAGANO」でも販売されている。
2014年9月から2015年3月まで、アルピコ交通の車両の一台にアルクマのラッピングが施され、中央高速バスの新宿 - 松本線で運行された。
「アルクマキャラバン」では、長野県の県歌「信濃の国」をバックにしてダンスを踊ることもある。2013年7月からは、同歌のユーロダンスバージョンをバックにしての踊りのプロモーションを行っている。踊りの映像は、長野県の「アルクマキャラバン」のウェブサイト（#外部リンク参照）に掲載されている。
2020年10月から、アルクマ登場10周年を記念して東日本旅客鉄道長野支社の観光列車、「リゾートビューふるさと」に使用されるHB-E300系にアルクマラッピングが施されたほか、1号車11D席には特大ぬいぐるみが設置されており、現在も運行中である。